# Metadrinomyia argentea
Metadrinomyia argentea là một loài ruồi trong họ Tachinidae.